# فتق رانی
فتق رانی یا فمورال (به انگلیسی: Femoral hernia)برآمدگی و بیرون زدگی احشا در قسمت بالای ران و نزدیک کشاله ران می‌باشد. در واقع زمانی اتفاق می‌افتد که یک قسمت کوچک از روده باریک وارد کانال فمورال می‌شود. کانال فمورال حاوی گره لنفاوی روزنمولر و عروق لنفاوی میباشدو دقیقاً در زیر لیگامان اینگواینال واقع شده‌است.
هرنی رانی فتق نسبتاً غیر شایعی است. تخمین زده می‌شود که ۱ از هر ۲۰ فتق از نوعی فتق فمورال می‌باشد و بقیه از نوع اینگواینال می‌باشد. یان فتق در زنان نسبت به مردان شایعتر است.
گاهی به عنوان یک توده دردناک در قسمت فوقانی داخلی ران یا کشاله ران ظاهر می‌شود. توده اغلب می‌تواند با وارد آوردن فشار یا دراز کشیدن ناپدید خواهند شود و با سرفه یا زور زدن ممکن است که توده ظاهر شود.

## همه‌گیرشناسی
- سالانه حدود ۵۰۰۰ هرنی فمورال در انگلستان به انجام می‌رسد.
- فتق رانی در میان زنان شایعتر از مردان است.
- این فتق حدود ۵ درصد فتق‌های شکمی را تشکیل می‌دهد.
- شیوع بالای در افراد میان سال و بالاخص در زنان مسن دارد.
- فتق‌های فمورال حاد و اورژانسی خطر مرگ را به بیش از ۱۰ درصد افزایش می‌دهند.
- در کودکان نادر است و فقط ۱ درصد فتقهای مربوط به کشاله ران را به خود اختصاص می‌دهد.[۳]

## دلایل
در بیشتر موارد دلیل روشنی برای هرنی‌ها وجود ندارد. بعضی از هرنی‌ها به صورت مادرزادی وجود دارند ولی تا مدت‌ها علائمی از خود بروز نمی‌دهند.

برخی فاکتورها که به ابتلا به فتق کمک می‌کنند عبارتند از:
- یبوست مزمن
- سرفه مزمن
- بلند کردن اجسام سنگین
- چاقی
- فشار به علت بزرگی غده پروستات (اختصاری BPH)

## علائم
- مشاهده برآمدگی در ناحیه بالای ران و درست در زیر کشاله ران
- بیشتر فتق‌های رانی هیچ علائمی ندارند ولی در برخی موارد با بلند کردن اجسام سنگین، ایستادن و وارد آمدن فشار علائم آزار دهنده در بیمار ظاهر می‌شود.
- گاهی علائم اولیه به صورت درد ناگهانی کشاله ران، درد شکم، تهوع، یا استفراغ نمایان می‌شود که نشان دهنده گیرافتادن روده در میان فتق می‌باشد که از اورژانس‌های پزشکی به حساب می‌آید.

## تست‌ها وآزمایش‌هایتشخیصی
- بررسی محل از نظر میزان برآمدگی
- سایر آزمایش‌های ممکن است شامل (واژه‌نامه مراجعه کنید):
- آزمایش خون
- آزمایش ادرار
- الکتروکاردیوگرام (ECG)، برای بیماران بیش از ۴۵ سال یا اگر در معرض خطر مشکلات قلبی هستند.
- سونوگرافی
- توموگرافی کامپیوتری
- سی تی اسکن[۴]

## درمان
شیوه درمان بستگی به علائم فتق دارد:
- در صورت احساس درد ناگهانی در ناحیه کشاله ران، احتمال وجود فتق گیر افتاده (گیر افتادن روده درون فتق) در بیمار وجود دارد. در این شرایط بیمار نیاز به کمک رسانی اورژانسی دارد و حتی ممکن است تحت جراحی اورژانسی قرار گیرد.
- در صورت وجود درد مزمن در بیمار جهت بهبود وضعیت تحت مراقبت‌های بهداشتی قرار می‌گیرد. نکته‌ای وجود دارد این است که فتق‌های بزرگ با گذشت زمان بهبود نمی‌یابند و همچنین احتمال ایجاد فتق‌های گیر افتاده در فتق رانی بیشتر از سایر فتق‌ها می‌باشد.
- ممکن است جهت جلوگیری از ایجاد اورژانس پزشکی به بیمار توصیه شود که تحت جراحی ترمیمی قرار گیرد ولی در صورتی که بیمار تمایلی به جراحی نداشته باشد توصیه‌های زیر به وی می‌شود:
  - افزایش دریافت فیبر غذایی خود را و نوشیدن مایعات برای جلوگیری از یبوست
  - کاهش وزن در صورت وجود اضافه وزن
  - استفاده از تکنیکهای مناسب در بلند کردن اجسام
  - انجام مراقب‌های درمانی در صورت وجود مشکل در دفع ادرار در مردان

## مراقبت‌های قبل از عمل
- داشتن حمام شب قبل یا صبح روز عمل.
- انجام انما (تنقیه) یا عمل مشابه در صورت داشتن مشکل در اجابت مزاج.
- انجام تست‌های لازم جهت تعین وضعیت بیمار جهت بیهوشی.
- قطع مصرف داروهای خاص همچون آسپرین، رقیق کننده‌های خون یا داروهای تورم مفصلی.
- مصرف داروهای خاص در صبح عمل با یک جرعه کوچک از آب.[۵]

## مراحل عمل
در جراحی بیمار تحت بیهوشی عمومی قرار می‌گیرد. در صورتی که فتق خیلی بزرگ نباشد از بی‌حسی موضعی استفاده می‌شود و به بیمار داروهای آرامبخش تزریق می‌شود.
1. روش باز:
  1. در ابتدا یک برش در قسمت تحتانی شکم (کشاله ران) زده می‌شود.
  2. فتق را یافته و آن از بافتهای اطراف خود جدا می‌شود. در این مرحله لازم است برخی از بافت‌های فتق برداشته شود و سپس بقیه محتویات شکم به جای اصلی بازگردانده می‌شوند.
  3. جراح عضلات ضعیف شده را با بخیه خواهد بست.
  4. اغلب از یک تکه مش جهت حمایت و تقویت دیواره شکم استفاده خواهد شد. بدین صورت ضعف موجود در دیواره شکم برطرف می‌شود.
  5. سپس پوست توسط بخیه بسته خواهد شد.
2. روش لاپاروسکوپیک:
  1. این عمل توسط یک لوله باریک که یک دوربین کوچک در سر آن تعبیه شده‌است به انجام می‌رسد.
  2. ۳ تا۴ برش کوچک در دیوره شکم جهت ورود سایر ابرازهای لاپاروسکوپی ایجاد خواهد شد.
  3. مراحل ترمیمی اجرایی در جراحی باز در این شیوه نیز انجام خواهد شد.

از مزایای این روش به نسبت به روش باز سرعت درمان بیشتر، درد کمتر و جای زخم کمتر می‌باشد.

## خطرات جراحی
- خطرات برای هر بیهوشی عبارتند از:
  - واکنش به داروها
  - مشکلات تنفسی مانند ذات الریه
  - مشکلات قلبی
- خطرات برای هر عمل جراحی می‌باشد:
  - خونریزی
  - عفونت
- خطرات برای این عمل جراحی می‌باشد:
  - آسیب به عروق خونرسانی دهنده به پا** آسیب عصبی
  - آسیب‌های تناسلی برای زنان
  - درد طولانی مدت
  - عود مجدد فتق[۶]